# Obed Wild and Scenic River
L'Obed Wild and Scenic River est une aire protégée américaine assurant la conservation de sections plus ou moins longues du cours de quelques rivières du Tennessee : en particulier l'Obed, ses affluents la Clear Creek et la Daddys Creek mais aussi l'Emory, dans laquelle l'Obed se jette.

## Protection
Cette National Wild and Scenic River relève du National Park Service à la suite de l'établissement du Wild and Scenic Rivers Act.

## Galerie

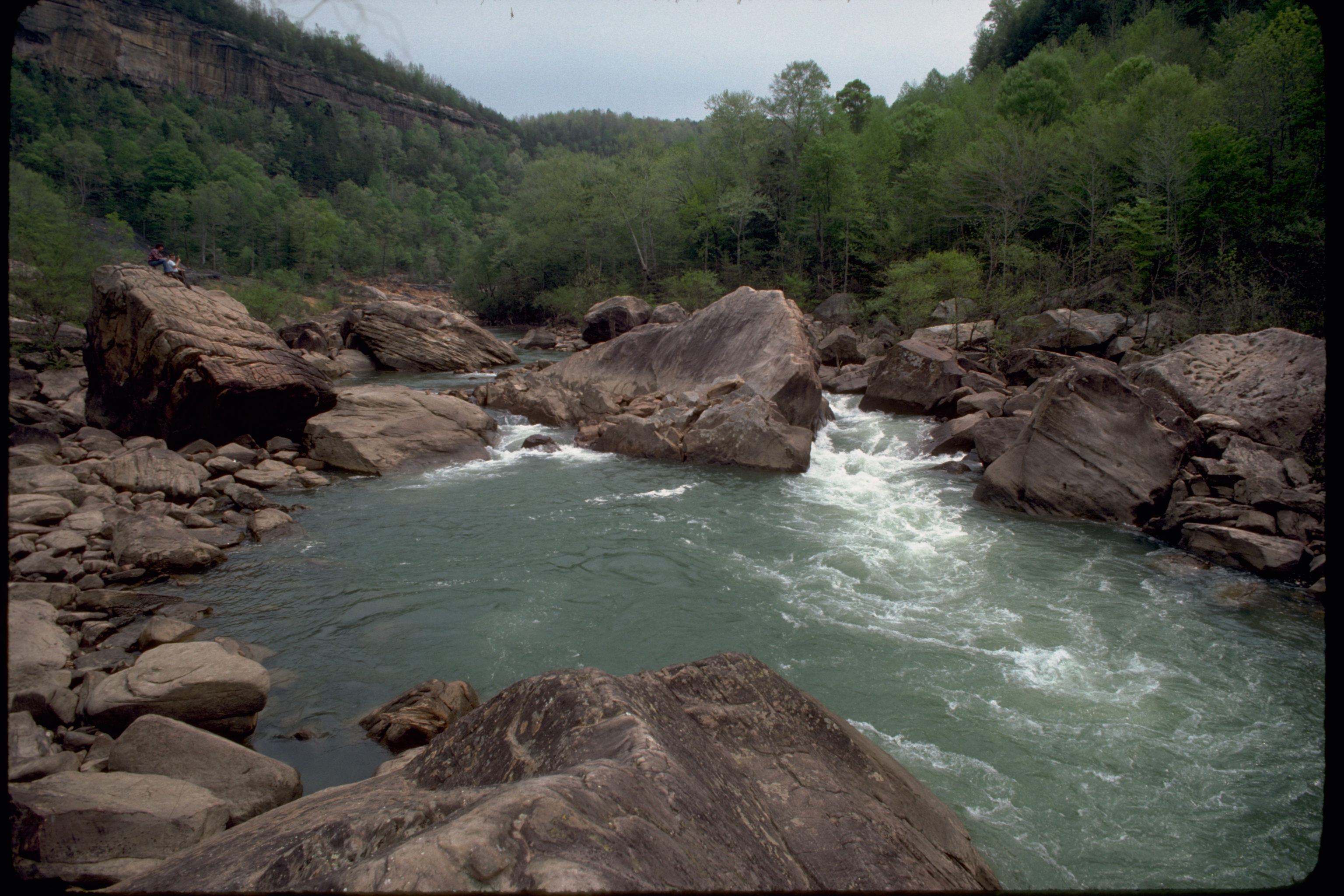
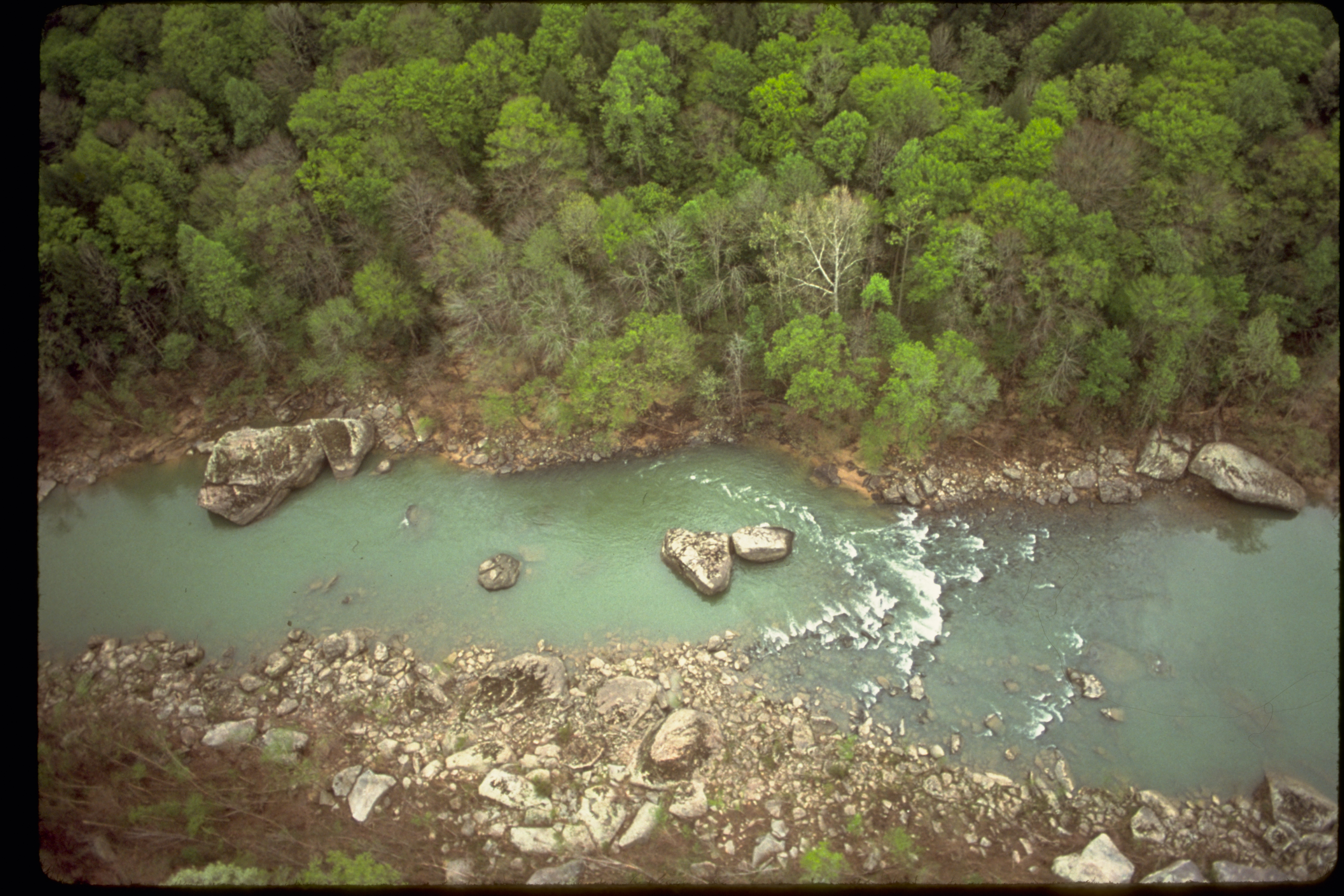
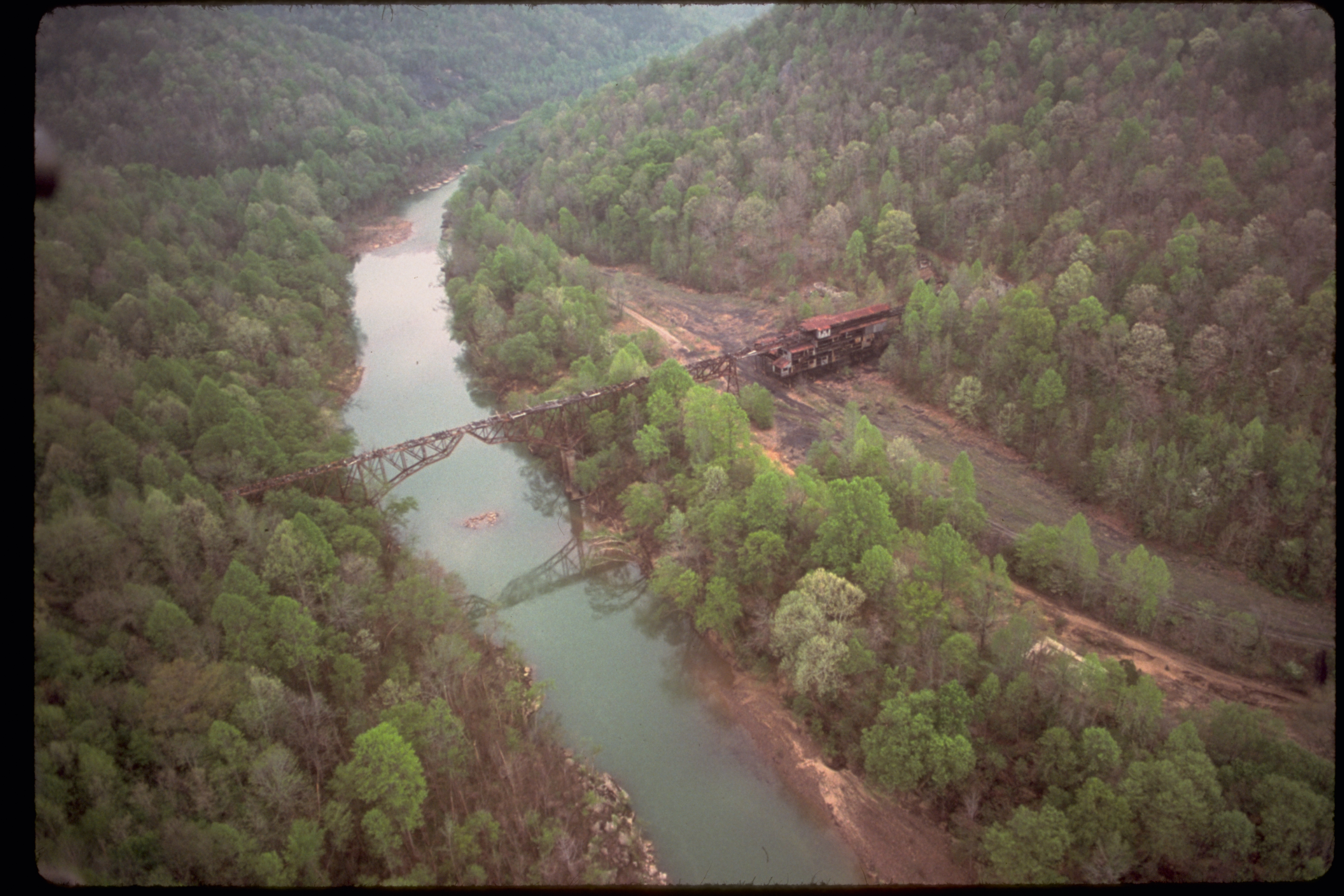